# Opistophthalmus latimanus
Espèce
Synonymes
- Opistophthalmus calvus L. Koch, 1867
- Opisthophthalmus latimanus austeroides Hewitt, 1914

Opistophthalmus latimanus est une espèce de scorpions de la famille des Scorpionidae.

## Distribution
Cette espèce est endémique d'Afrique du Sud.

## Publication originale
- C. L. Koch, 1841 : Die Arachniden. C.H. Zeh, Nürnberg, vol. 8, p. 1–114 (texte intégral).